# Галенская волость
Галенская волость (латыш. Galēnu pagasts) — одна из пятнадцати территориальных единиц Прейльского края Латвии. Находится на северо-востоке края. Граничит с Силюкалнской, Стабулниекской, Риебинской и Силаянской волостями своего края, а также с Вилянской, Соколкской и Силмальской волостями Резекненского края.
Крупнейшими населёнными пунктами волости являются сёла: Галени (волостной центр), Ломи-Бортниеки, Малтас Трупи, Гриболва, Индани, Воверес.
В селе Галени находится Видсмуйжская католическая церковь и сохранившиеся постройки Видсмуйжской усадьбы.
Галенскую волость пересекает региональная автодорога Р58 Виляны — Прейли — Шпоги.
По территории волости протекает река Оша. Восточная граница волости проходит по реке Малта.

## История
Первое упоминание в письменных источниках поселений на территории нынешней Галенской волости относится к 1384 году.
В 1935 году площадь Галенской волости Резекненского уезда составляла 172,7 км². её населяли 8715 жителей.
В 1945 году в волости были созданы Галенский, Ломский, Полкаронский, Соболевский, Стабулниекский, Стиканский и Упениекский сельские советы. В 1947—1949 годах Галенский сельсовет входил в состав Вилянского уезда, после отмены в 1949 году волостного деления — Прейльского района.
В 1954 году к Галенскому сельсовету была присоединена территория ликвидированных Полкаронского и Стабулниекского сельских советов. В 1962 году — территория колхоза им. Кирова Упениекского сельсовета. В 1973 году — Ломского сельсовета. В том же году от Галенского сельсовета была отчуждена территория восстановленного Стабулниекского сельсовета.
В 1990 году Галенский сельсовет был реорганизован в волость. В 2004 году Галенская волость вместе с пятью другими волостями Прейльского района вошла в состав новообразованного Риебинского края.
В 2021 году в результате новой административно-территориальной реформы Риебинский край был упразднён, Галенская волость вошла в состав Прейльского края.